# Magescq
Magescq is een gemeente in het Franse departement Landes (regio Nouvelle-Aquitaine). De plaats maakt deel uit van het arrondissement Dax. Magescq telde op 1 januari 2022 2.602 inwoners.

## Geografie
De oppervlakte van Magescq bedroeg op 1 januari 2022 77,12 vierkante kilometer; de bevolkingsdichtheid was toen 33,7 inwoners per km².

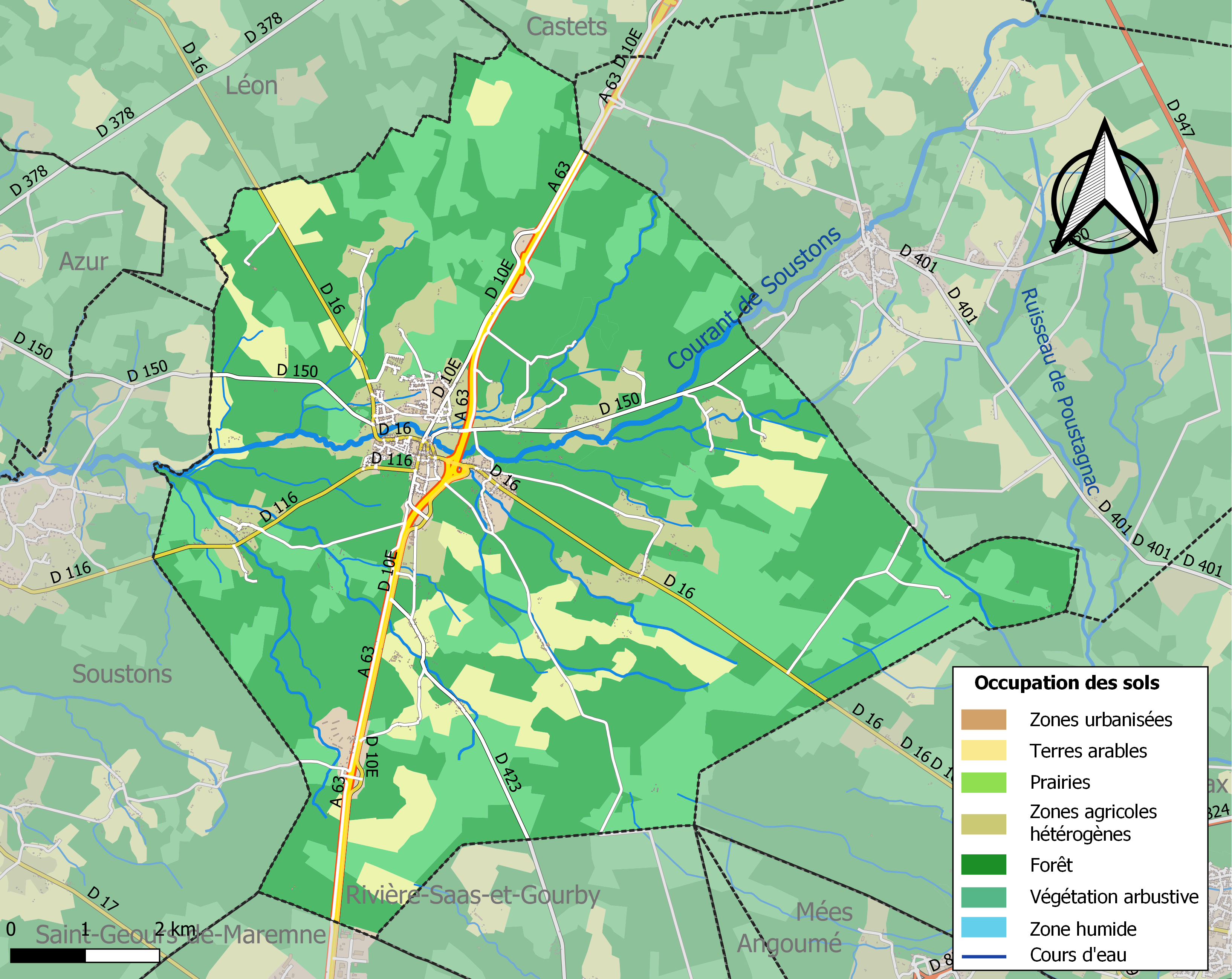
Kaart van de gemeente met de belangrijkste infrastructuur, bodemgebruik en omliggende gemeenten

## Demografie
Onderstaande figuur toont het verloop van het inwonertal (bron: INSEE-tellingen).